# Lithocarpus coopertus
Lithocarpus coopertus är en bokväxtart som först beskrevs av Francisco Manuel Blanco, och fick sitt nu gällande namn av Alfred Rehder. Lithocarpus coopertus ingår i släktet Lithocarpus och familjen bokväxter. Inga underarter finns listade.